# Patrick Farkas
Patrick Farkas est un footballeur autrichien né le 9 septembre 1992 à Oberwart. Poste de défenseur au SV Oberwart. 

## Biographie

### Carrière en club
Patrick Farkas dispute plus de 200 matchs en première division autrichienne.

### Carrière en sélection
Patrick Farkas est régulièrement sélectionné dans les équipes nationales de jeunes, des moins de 16 ans jusqu'aux espoirs. 
Avec les moins de 20 ans, il participe à la Coupe du monde des moins de 20 ans en 2011. Lors du mondial junior organisé en Colombie, il joue trois matchs, avec pour résultats un nul et deux défaites. 
Il reçoit 24 sélections avec l'équipe d'Autriche espoirs. Il est à cinq reprises capitaine de cette équipe. Il délivre une passe décisive contre la Hongrie en novembre 2013, lors des éliminatoires de l'Euro espoirs 2015.

## Palmarès
- SV Mattersburg
  - Champion d'Autriche de D2 en 2015

- Red Bull Salzbourg
  - Champion d'Autriche en 2018 et 2019
  - Vainqueur de la Coupe d'Autriche en 2019
  - Finaliste de la Coupe d'Autriche en 2018